# Ignatius Maloyan

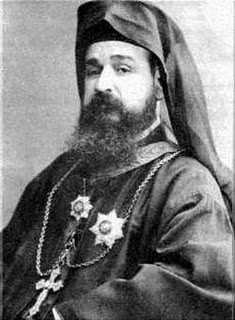
Der Selige Ignatius Maloyan (1911)

Ignatius (Choukrallah) Maloyan (armenisch Իգնատիոս (Շուրալլահ) Մալոյեան; * 19. April 1869 in Mardin, Türkei; † 11. Juni 1915 beim Dorf Kara-Köprü in der Nähe von Diyarbakır, Türkei) war armenisch-katholischer Erzbischof von Mardin. Er starb durch Gewalt im Alter von 46 Jahren und wird als christlicher Märtyrer und Seliger verehrt.

## Leben
Choukrallah wurde am 19. April 1869 in Mardin als Sohn des Melkon und der Faridé geboren. Er war das vierte von acht Kindern (sieben Knaben und ein Mädchen). 1883 sandte Bischof Melkon Nazarian den Vierzehnjährigen an das Priesterseminar von Bzommar (Libanon). 

Am 6. August 1896 anlässlich seiner Priesterweihe 1896 nahm er den Namen Ignatius an aus Verehrung gegenüber dem Märtyrerbischof Ignatius von Antiochia. 1897 wurde Ignatius Maloyan nach Alexandria versetzt, später nach Kairo, wo er sich den Ruf eines vorbildlichen Geistlichen erwarb und Kontakte mit anderen christlichen Konfessionen pflegte. Patriarch Boghos Bedros XII. Sabbaghian erkannte seine Qualitäten und machte ihn 1904 zu seinem Privatsekretär in Konstantinopel (Istanbul).
Als ein Nachfolger für den aus Altersgründen zurückgetretenen Erzbischof Houssig Gulian der Diözese Mardin bestimmt werden musste, wurde Ignatius am 22. Oktober 1911 während der Synode der armenisch-katholischen Bischöfe in Rom zum Erzbischof von Mardin gewählt und von Patriarch Boghos Bedros XIII. Terzian geweiht.
In Mardin nahm sich Erzbischof Maloyan der materiellen, spirituellen und sozialen Probleme seiner Gläubigen an. 1911 erlitt die Provinz eine Hungersnot. Im Jahre 1913 visitierte Maloyan die Gemeinden der Nachbarorte, so Tal Arman, Deir Bakr, Wayranshar, Nessibian, Dabarka, El Sur und Torabin.
Maloyan unterhielt gute Beziehungen zu hohen osmanischen Staatsvertretern. Der Sultan ehrte ihn mit einem Ferman („El-Shahani“), der ihm am 20. April 1915 von Hilmi Bey feierlich überreicht wurde. Nach Ausbruch des Ersten Weltkrieges umzingelten am 30. April 1915 türkische Soldaten die armenische Kirche und die Residenz des Erzbischofes von Mardin unter dem Vorwand, Waffenverstecke zu suchen. Waffen wurden keine gefunden, die Archive und Dossiers des Erzbistums hingegen vernichtet und Geistliche wie Gläubige verhaftet und gefoltert.
Anfang Mai versammelte Maloyan seine Priester, warnte sie vor der aufziehenden Gefahr und rief sie zu Standhaftigkeit im Glauben auf. Schließlich vertraute er sie der Fürsorge des syrisch-katholischen Erzbischofs Gabriel Tappouni an.

## Leidensweg
Am 3. Juni wird Erzbischof Maloyan zusammen mit seinem Sekretär Paul Sanyoor und 27 Mitgliedern der Gemeinde festgenommen und vor Gericht gestellt. Memdouh Bey, der Hauptkommissar der Polizei von Mardin, forderte die Herausgabe angeblich versteckter Waffen. Maloyan bekräftigte seine Treue zu Regierung und Sultan und verweigerte den von Memdouh Bey vorgeschlagenen Übertritt zum Islam, der sein Leben gerettet hätte. Er wurde geschlagen, gefoltert und am 11. Juni 1915 zum Todesmarsch mit 417 Geistlichen und Gläubigen gezwungen.
Memdouh Bey warf den Deportierten in Chikhane Undankbarkeit gegenüber dem Staat vor und bot erneut die Möglichkeit zur Annahme des Islam an. Im Namen aller bestritt Maloyan die Untreue zum Staat. Memdouh Bey erschoss daraufhin den betenden Erzbischof Maloyan. Am selben Tag wurde auch sein leiblicher Bruder Malallah getötet. Beider Mutter Faridé (Taufname: Teresia) wurde einen Monat später deportiert und umgebracht. Der Vater war bereits vor Maloyans Priesterweihe gestorben.

## Außerordentliches Geheimkomitee
Dem außerordentlichen Geheimkomitee, das für die Vernichtung der Christen von Mardin zuständig war, gehörten fünf Mitglieder an. Sie wurden zur Planung und Vollstreckung des Vernichtungsplans von Hassan Efendi, dem Parlamentsabgeordneten von Diyarbekir, instruiert.
1. Bedreddin Bey, Generalsekretär des Wilajets und provisorischer Mutessarif (arabisch: Badri El Motassaref)
2. Khalil Adib Efendi, Gerichtspräsident
3. Memdouh Bey, Chef-Kommissar der Polizei von Mardin (arabisch: Mamduh)
4. Harun Efendi, Tscherkesse und Gendarmerie-Hauptmann (in englischen Berichten: Aaron the Lieutenant)
5. Tefik Bey, Adjutant des Wali von Diyarbakir (arabisch: Towfik Bek)

Nachdem zwei Gouverneure (Wali Şefik Bey und Wali Hilmi Bey) ihre Posten verloren hatten, führte der dritte Gouverneur von Diyarbakir Reşid Bey den Vernichtungsplan aus.

## Historische Bedeutung
Die sehr gute Quellenlage über die Folter und letzten Leidenstage des Erzbischofs Ignatius Maloyan von Mardin ist im Kontext des Völkermordes an den Armeniern, den Pontosgriechen und anderen Christen 1915 eine bemerkenswerte Ausnahme. Namentlich bekannt sind mehrere Hundert der zur gleichen Zeit getöteten armenisch-katholischen, syrischen, lateinischen (Kapuzinerpater Léonard Melki, Libanese) und sonstigen katholischen Geistlichen und Gläubigen sowie die Namen der fünf für die Vernichtung der Christen hauptverantwortlichen Mitglieder der staatlichen Spezialorganisation von Mardin. In Mardin wurden im Gegensatz zu anderen Provinzen des Osmanischen Reiches sämtliche (auch arabische und syrische) Christen aller Konfessionen – nicht nur Armenier – ausgelöscht.

## Selig- und Heiligsprechung
Papst Johannes Paul II. hat Ignatius Maloyan am Sonntag, dem 7. Oktober 2001, seliggesprochen. Dies tat er in Anwesenheit einer armenisch-apostolischen Delegation des Katholikos Karekin II. Nersissian auf dem Petersplatz. Maloyans Gedenktag ist der 11. Juni.
Am 28. März 2025 bestätigte Papst Franziskus die Voten der Mitglieder des Dikasteriums für die Selig- und Heiligsprechungsprozesse zu Gunsten einer baldigen Heiligsprechung, die Papst Leo XIV. im ordentlichen Konsistorium vom 13. Juni 2025 für den 19. Oktober 2025 festsetzte.